# 岩木高原県立自然公園
岩木高原県立自然公園（いわきこうげんけんりつしぜんこうえん）は、青森県弘前市にある青森県立自然公園である。

## 概要
弘前市岩木地区の岩木山とその周辺区域が指定されている。温泉資源が豊富であり、3つの温泉郷を有する。スキー場などもあり、観光資源になっている。

## 歴史
- 1958年（昭和33年）10月14日 - 県立自然公園指定（青森県告示第619号）[2]。岩木山と周辺地域が指定される。
- 1975年（昭和50年）6月17日 - 公園区域及び名称変更（青森県告示第498号）[2]。
- 1983年（昭和58年）11月19日 - 公園区域一部拡張（青森県告示第821号）[2]。

## 主な施設

### 主な山
- 岩木山

- 鳥海山
- 岩鬼山（厳鬼山）

- 追子森
- 森山

### 主な温泉
- 百沢温泉
- 嶽温泉
- 湯段温泉

### その他の施設
- 岩木山神社
- 岩木山百沢スキー場